# 天鹅座号飞船

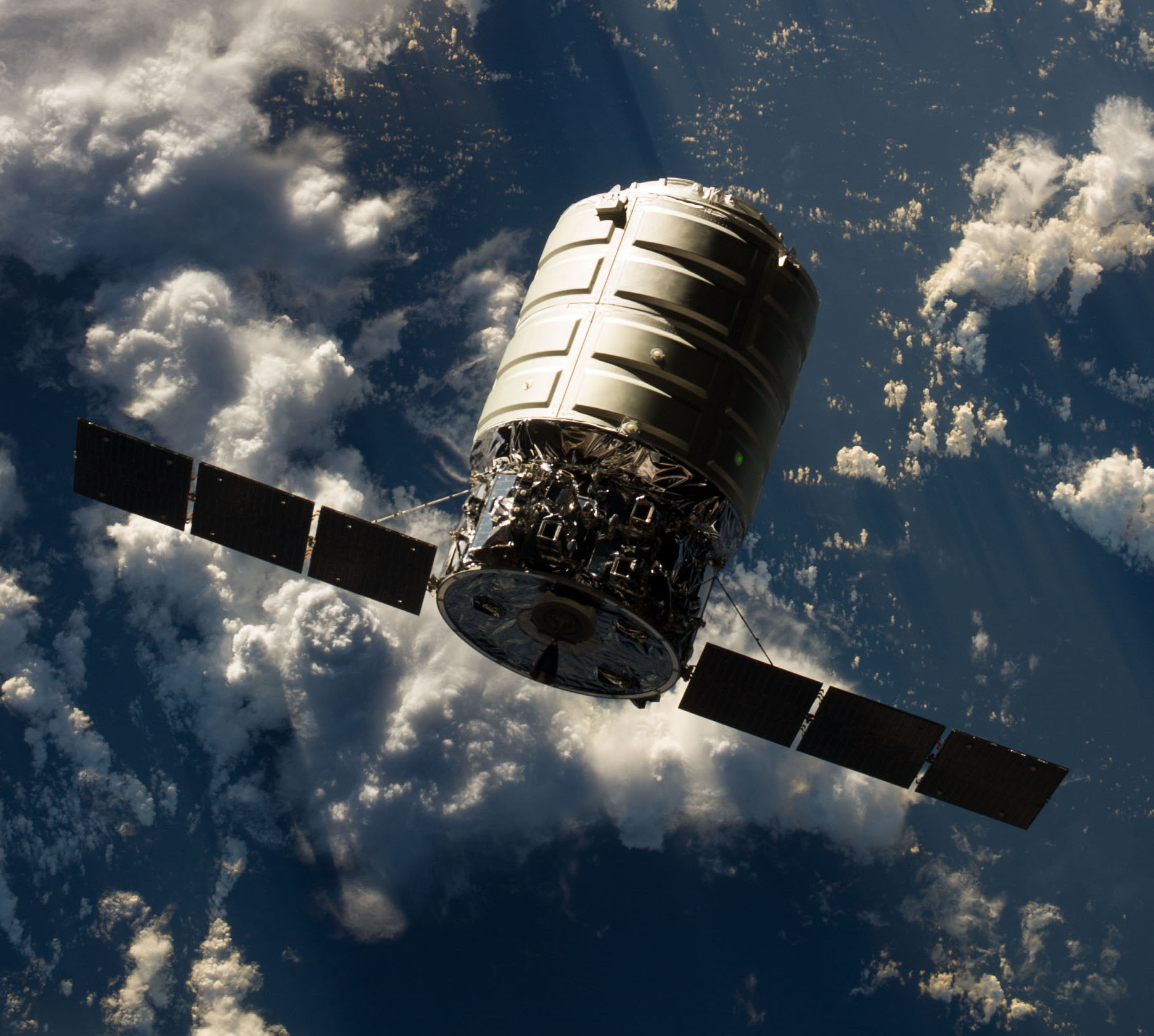
低地轨道上的天鹅座货运飞船

天鹅座号飞船（英語：Cygnus）為美國軌道科學公司因應美國國家航空暨太空總署商業軌道運輸服務（Commercial Orbital Transportation Services）發展計畫的一部分而正在開發的货运飞船（Unmanned resupply spacecraft），計畫是藉由安塔瑞斯火箭來將飛船運送至國際太空站所在軌道以補給物資。在美國太空梭宣佈將會退役後，自2000年8月起國際太空站的補給任務便逐漸由無人載具的定期發射任務取代，這包括有俄羅斯聯邦太空局的進步號太空船、歐洲太空總署的自動傳送載具、宇宙航空研究開發機構的H-II傳送載具與SpaceX的天龍號太空船。而美國國家航空暨太空總署計畫藉由與天鵝座宇宙飛船建立合作關係，進一步發展自身國內的航空與航太工業。

## 發展
在基斯特勒火箭機（Rocketplane Kistler）公司其K-1火箭發展計畫無法達成資金撥款的義務要求，美國國家航空暨太空總署於2007年10月18日決定終止合作協議，連帶也解除商業軌道運輸服務重新競標時與基斯特勒火箭機公司的第二次合作可能。2008年2月19日，美國國家航空暨太空總署宣布選擇了軌道科學公司的方案。2008年12月23日，美國國家航空暨太空總署提供軌道科學公司19億美元的商業軌道運輸服務（Commercial Orbital Transportation Services）之合作協定，而根據協定軌道科學公司必須在2016年以前藉由8次天鵝座宇宙飛船任務運送多達20噸的貨物抵達國際太空站上。
2010年4月時，在科羅拉多州科羅拉多泉舉辦的國家太空研討會（National Space Symposium）上展示了天鵝座宇宙飛船於軌道上航行的全尺寸模型。2010年12月時，軌道科學公司則推出負責裝載天鵝座宇宙飛船的中級運載火箭安塔瑞斯火箭。2013年2月年時，根據報導指出天鵝座宇宙飛船第一次示範任務預計在2013年6月才會展開。

## 設計
天鵝座宇宙飛船由兩個基本部分組成，分別為加壓貨物模組（PCM）與服務模組（SM）。加壓貨物模組由泰雷茲阿萊尼亞宇航公司所製造，其基本裝載容量為18立方公尺。服務模組則是自軌道科學公司生產的衛星平台STAR Bus與黎明號零件參考而成，其中總質量1,800公斤的推進器採用了以自燃推進劑（Hypergolic propellant）聯氨與四氧化二氮為動力來源的火箭發動機，另外透過2個砷化鎵太陽能電池模組以提供高達4千瓦的電力。2009年11月12日時，荷蘭太空（Dutch Space）宣布將由其提供天鵝座宇宙飛船其太陽能電池模組。
其中天鵝座宇宙飛船參考日本H-II傳送載具、SpaceX天龍號太空船以及其他商業軌道運輸服務方案的作法，計畫在靠近國際太空站後透過移動維修系統將宇宙飛船移至和諧號節點艙的通用接駁裝置（Common Berthing Mechanism）進行對接。而在一般任務之中，天鵝座宇宙飛船計畫會持續停泊在國際太空站30天左右的時間。
天鵝座飛船的設計並未考慮搭載貨物重返地表，在結束任務脫離國際太空站後將會和俄羅斯的進步號太空船的用途一樣，裝載太空站的垃圾與廢棄物並在大氣層燃燒殆盡。
另外軌道科學公司計畫在第四次任務時改採用天鵝座宇宙飛船擴展型版本，其中除了將加壓貨物模組擴展至27立方公尺外，同時發電設施也改使用阿連特科技系統（Alliant Techsystems）所研發較以往太陽能電池更有效率的光伏陣列。另外在載運火箭部分也改使用推進力更強的卡斯托30XL火箭發動機，在太陽能電池模組重量減輕的情況下使得擴展型版本的天鵝座宇宙飛船能夠多為國際太空站增加700公斤的有效載荷。另外軌道科學公司的計畫還可能推出包括不加壓貨物模組（UCM）與返回貨物模組（RCM），其中前者為如同美國國家航空暨太空總署的快速後勤艙（ExPRESS Logistics Carrier），能夠運送如軌道替換單元（Orbital replacement unit）這類不需要加壓的貨物，而後者則是能允許國際太空站將部分貨物藉由天鵝座宇宙飛船運回地球。

## 事故

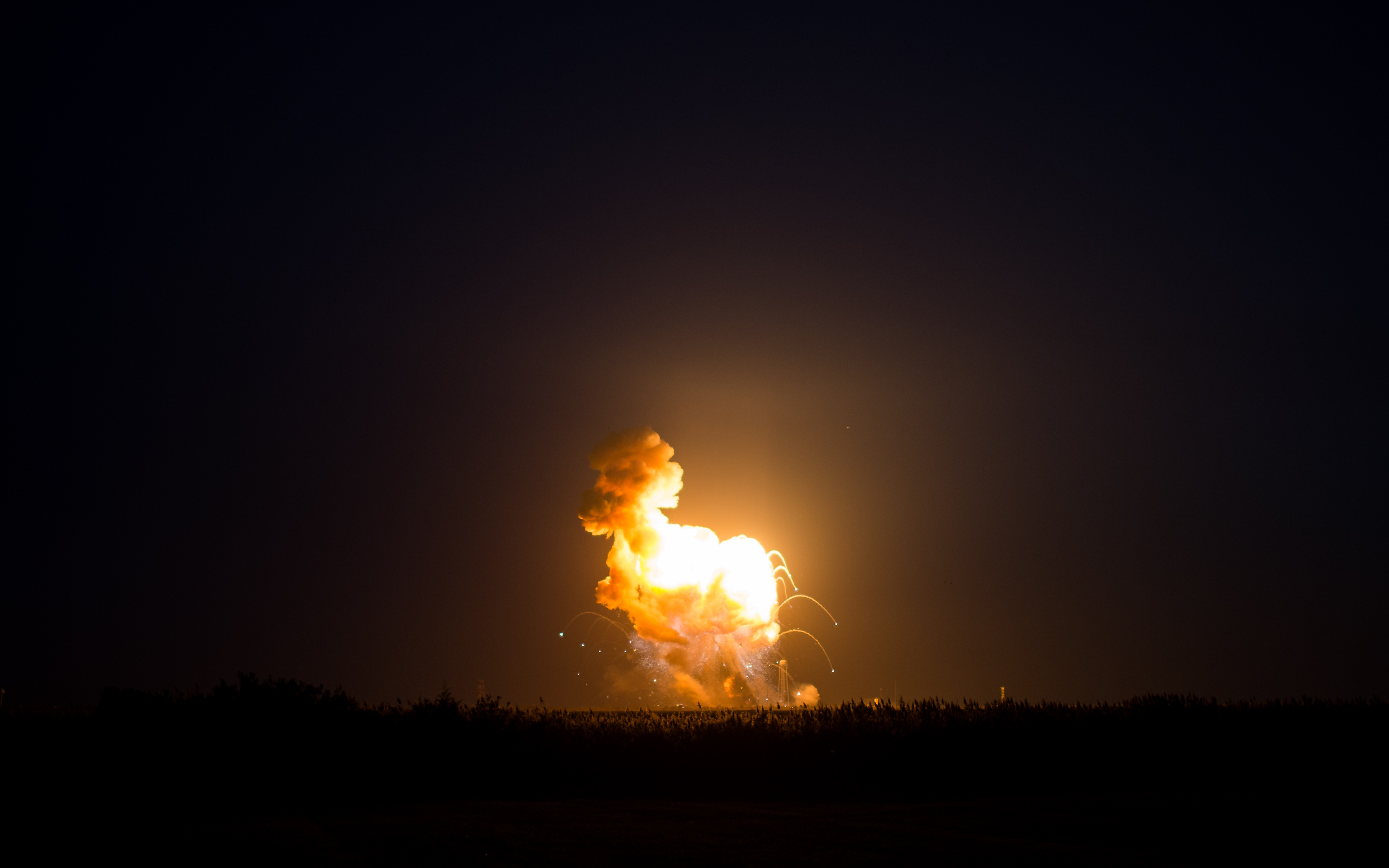
2014年10月28日下午6时22分，“天鹅座”飞船搭乘安塔瑞斯火箭从美国弗吉尼亚州瓦勒普斯岛发射升空。但在升空后6秒钟，该飞船发生爆炸

格林尼治时间2014年10月28日下午6时22分，天鹅座飞船搭乘安塔瑞斯火箭从美国弗吉尼亚州瓦勒普斯岛发射升空。但在升空后6秒钟，该飞船发生爆炸。NASA指挥中心的工作人员表示，飞船上装载着2200公斤的物资，原计划给国际空间站的6名宇航员提供补给。事故没有造成人员伤亡，但是带来了重大财产损失和运载工具的损失。

## 外部連結
- （英文） Cargo Resupply Services
- （英文） Cygnus - Pressurized Cargo Modules